# Limbou (langue)
Ne doit pas être confondu avec Limbu (peuple).

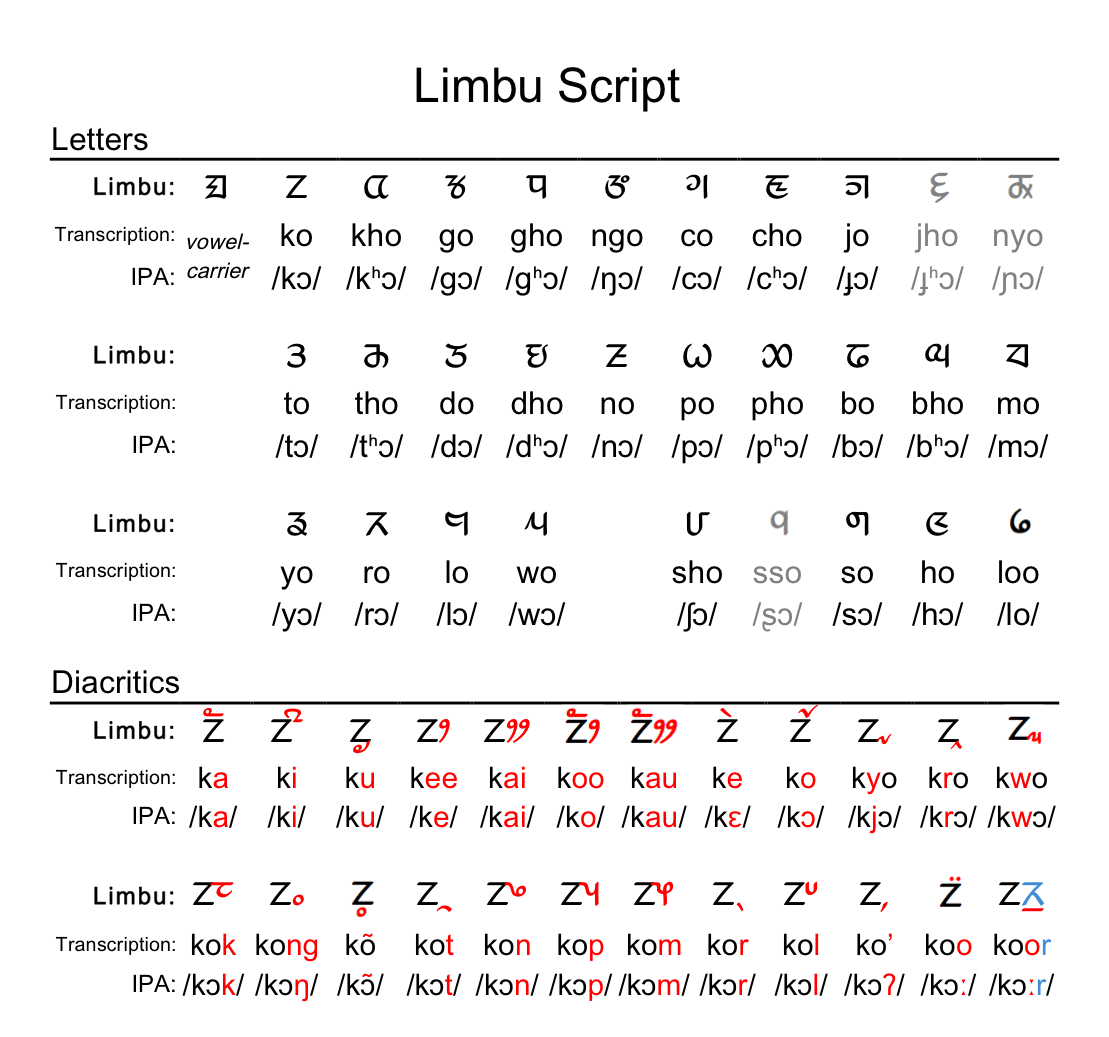
The Limbu script. Grey letters are obsolete.

Le limbou, aussi écrit limbu, est une langue tibéto-birmane parlée principalement au Népal mais aussi au Bhoutan, en Inde. La langue est traditionnellement écrite dans l’alphasyllabaire (ou abugida) limbou.

## Répartition géographique
Le limbou est parlé dans les zones de Koshi et Mechi situées dans l'Est du Népal et au Sikkim et au Darjeeling en Inde.

## Classification interne
Le limbou est une des langues kiranti, un sous-groupe des langues himalayennes de la famille tibéto-birmane. 

## Dialectes
Le limbou se divise en quatre grands dialectes, le phedāppe, le pā̃cthare (panchthare), le chathare et le tāplejuṅe (taplejunge, aussi appelé tāmarkholā).